# Saint-Maurice-lès-Couches
Saint-Maurice-lès-Couches település Franciaországban, Saône-et-Loire megyében. Lakosainak száma 177 fő (2022. január 1.). Saint-Maurice-lès-Couches Saint-Sernin-du-Plain, Couches és Dracy-lès-Couches községekkel határos.

## Népesség
A település népessége az elmúlt években az alábbi módon változott:
| Lakosok száma | 172  | 188  | 198  | 191  | 188  | 184  | 180  | 179  | 177  |
|               | 2013 | 2015 | 2016 | 2017 | 2018 | 2019 | 2020 | 2021 | 2022 |